# Wereldkampioenschap superbike van Kyalami 2002
Het wereldkampioenschap superbike van Kyalami 2002 was de derde ronde van het wereldkampioenschap superbike en het wereldkampioenschap Supersport 2002. De races werden verreden op 7 april 2002 op het Circuit Kyalami nabij Midrand, Zuid-Afrika.

## Superbike

### Race 1
| Pos | Nr  | Rijder               | Constructeur | Rondes | Tijd                | Grid | Punten |
| --- | --- | -------------------- | ------------ | ------ | ------------------- | ---- | ------ |
| 1   | 1   | Troy Bayliss         | Ducati       | 25     | 43:01.781           | 2    | 25     |
| 2   | 2   | Colin Edwards        | Honda        | 25     | +4.119              | 1    | 20     |
| 3   | 11  | Rubén Xaus           | Ducati       | 25     | +6.536              | 11   | 16     |
| 4   | 155 | Ben Bostrom          | Ducati       | 25     | +11.983             | 3    | 13     |
| 5   | 100 | Neil Hodgson         | Ducati       | 25     | +16.824             | 5    | 11     |
| 6   | 52  | James Toseland       | Ducati       | 25     | +29.544             | 10   | 10     |
| 7   | 14  | Hitoyasu Izutsu      | Kawasaki     | 25     | +37.380             | 6    | 9      |
| 8   | 9   | Chris Walker         | Kawasaki     | 25     | +47.298             | 12   | 8      |
| 9   | 33  | Juan Borja           | Ducati       | 25     | +54.572             | 9    | 7      |
| 10  | 20  | Marco Borciani       | Ducati       | 25     | +55.041             | 13   | 6      |
| 11  | 12  | Broc Parkes          | Ducati       | 25     | +1:18.288           | 17   | 5      |
| 12  | 28  | Serafino Foti        | Ducati       | 25     | +1:29.932           | 15   | 4      |
| 13  | 46  | Mauro Sanchini       | Kawasaki     | 24     | +1 ronde            | 19   | 3      |
| 14  | 68  | Bertrand Stey        | Honda        | 24     | +1 ronde            | 21   | 2      |
| DNF | 41  | Noriyuki Haga        | Aprilia      | 17     | Ongeluk             | 4    |        |
| DNF | 19  | Lucio Pedercini      | Ducati       | 12     | Ongeluk             | 8    |        |
| DNF | 10  | Gregorio Lavilla     | Suzuki       | 12     | Ongeluk             | 14   |        |
| DNF | 23  | Jiří Mrkývka         | Ducati       | 8      | Uitgevallen         | 22   |        |
| DNF | 99  | Steve Martin         | Ducati       | 6      | Uitgevallen         | 16   |        |
| DNF | 30  | Alessandro Antonello | Ducati       | 1      | Uitgevallen         | 18   |        |
| DNS | 7   | Pierfrancesco Chili  | Ducati       | 0      | Niet gestart        | 7    |        |
| DNS | 5   | Mark Heckles         | Honda        | 0      | Niet gestart        | 20   |        |
| DNQ | 36  | Ivan Clementi        | Kawasaki     | 0      | Niet gekwalificeerd |      |        |
| DNQ | 70  | Yann Gyger           | Honda        | 0      | Niet gekwalificeerd |      |        |

### Race 2
| Pos | Nr  | Rijder               | Constructeur | Rondes | Tijd                | Grid | Punten |
| --- | --- | -------------------- | ------------ | ------ | ------------------- | ---- | ------ |
| 1   | 1   | Troy Bayliss         | Ducati       | 25     | 42:57.014           | 2    | 25     |
| 2   | 11  | Rubén Xaus           | Ducati       | 25     | +2.673              | 11   | 20     |
| 3   | 2   | Colin Edwards        | Honda        | 25     | +6.390              | 1    | 16     |
| 4   | 100 | Neil Hodgson         | Ducati       | 25     | +6.774              | 5    | 13     |
| 5   | 155 | Ben Bostrom          | Ducati       | 25     | +9.354              | 3    | 11     |
| 6   | 41  | Noriyuki Haga        | Aprilia      | 25     | +11.983             | 4    | 10     |
| 7   | 14  | Hitoyasu Izutsu      | Kawasaki     | 25     | +27.660             | 6    | 9      |
| 8   | 52  | James Toseland       | Ducati       | 25     | +28.876             | 10   | 8      |
| 9   | 9   | Chris Walker         | Kawasaki     | 25     | +40.781             | 12   | 7      |
| 10  | 33  | Juan Borja           | Ducati       | 25     | +43.255             | 9    | 6      |
| 11  | 10  | Gregorio Lavilla     | Suzuki       | 25     | +46.378             | 14   | 5      |
| 12  | 19  | Lucio Pedercini      | Ducati       | 25     | +56.415             | 8    | 4      |
| 13  | 20  | Marco Borciani       | Ducati       | 25     | +1:01.801           | 13   | 3      |
| 14  | 12  | Broc Parkes          | Ducati       | 25     | +1:18.000           | 17   | 2      |
| 15  | 28  | Serafino Foti        | Ducati       | 25     | +1:33.164           | 15   | 1      |
| 16  | 46  | Mauro Sanchini       | Kawasaki     | 24     | +1 ronde            | 19   |        |
| 17  | 68  | Bertrand Stey        | Honda        | 24     | +1 ronde            | 21   |        |
| 18  | 23  | Jiří Mrkývka         | Ducati       | 24     | +1 ronde            | 22   |        |
| DNF | 30  | Alessandro Antonello | Ducati       | 14     | Uitgevallen         | 18   |        |
| DNF | 99  | Steve Martin         | Ducati       | 4      | Ongeluk             | 16   |        |
| DNS | 7   | Pierfrancesco Chili  | Ducati       | 0      | Niet gestart        | 7    |        |
| DNS | 5   | Mark Heckles         | Honda        | 0      | Niet gestart        | 20   |        |
| DNQ | 36  | Ivan Clementi        | Kawasaki     | 0      | Niet gekwalificeerd |      |        |
| DNQ | 70  | Yann Gyger           | Honda        | 0      | Niet gekwalificeerd |      |        |

## Supersport
| Pos | Nr | Rijder               | Constructeur | Rondes | Tijd           | Grid | Punten |
| --- | -- | -------------------- | ------------ | ------ | -------------- | ---- | ------ |
| 1   | 1  | Andrew Pitt          | Kawasaki     | 25     | 44:58.860      | 3    | 25     |
| 2   | 69 | James Whitham        | Yamaha       | 25     | +0.157         | 2    | 20     |
| 3   | 12 | Stéphane Chambon     | Suzuki       | 25     | +1.673         | 1    | 16     |
| 4   | 3  | Jörg Teuchert        | Yamaha       | 25     | +10.822        | 7    | 13     |
| 5   | 99 | Fabien Foret         | Honda        | 25     | +10.867        | 10   | 11     |
| 6   | 91 | Christian Kellner    | Yamaha       | 25     | +11.669        | 4    | 10     |
| 7   | 2  | Paolo Casoli         | Yamaha       | 25     | +11.968        | 6    | 9      |
| 8   | 9  | Iain MacPherson      | Honda        | 25     | +12.253        | 14   | 8      |
| 9   | 17 | Chris Vermeulen      | Honda        | 25     | +20.921        | 8    | 7      |
| 10  | 15 | Alessio Corradi      | Yamaha       | 25     | +21.529        | 9    | 6      |
| 11  | 11 | Piergiorgio Bontempi | Ducati       | 25     | +31.826        | 11   | 5      |
| 12  | 13 | Christophe Cogan     | Honda        | 25     | +33.248        | 23   | 4      |
| 13  | 7  | Karl Muggeridge      | Honda        | 25     | +38.527        | 12   | 3      |
| 14  | 71 | Werner Daemen        | Honda        | 25     | +40.030        | 15   | 2      |
| 15  | 32 | Arushen Moodley      | Honda        | 25     | +1:04.328      | 29   | 1      |
| 16  | 36 | Noel Haarhoff        | Suzuki       | 25     | +1:04.505      | 19   |        |
| 17  | 38 | Graeme van Breda     | Suzuki       | 25     | +1:06.710      | 27   |        |
| 18  | 16 | Gianluca Nannelli    | Ducati       | 25     | +1:29.118      | 22   |        |
| 19  | 14 | Diego Giugovaz       | Yamaha       | 25     | +1:39.351      | 28   |        |
| DNF | 35 | Trevor Crookes       | Ducati       | 13     | Uitgevallen    | 17   |        |
| DNF | 34 | Stewart MacLeod      | Suzuki       | 11     | Uitgevallen    | 21   |        |
| DNF | 37 | Katsuaki Fujiwara    | Suzuki       | 9      | Uitgevallen    | 5    |        |
| DNF | 20 | Stefano Cruciani     | Yamaha       | 5      | Uitgevallen    | 24   |        |
| DNF | 5  | Kevin Curtain        | Yamaha       | 4      | Ongeluk        | 20   |        |
| DNF | 33 | Rob Frost            | Yamaha       | 3      | Schade ongeluk | 25   |        |
| DNF | 31 | Greg Dreyer          | Suzuki       | 1      | Ongeluk        | 18   |        |
| DNF | 44 | Antonio Carlacci     | Yamaha       | 1      | Ongeluk        | 13   |        |
| DNF | 8  | James Ellison        | Kawasaki     | 1      | Ongeluk        | 16   |        |
| DNF | 81 | Robert Ulm           | Honda        | 1      | Uitgevallen    | 26   |        |
| DNS | 10 | John McGuinness      | Honda        | 0      | Niet gestart   |      |        |

## Tussenstanden na wedstrijd

### Superbike
| Pos | Nr  | Rijder        | Team   | Punten |
| --- | --- | ------------- | ------ | ------ |
| 1   | 1   | Troy Bayliss  | Ducati | 150    |
| 2   | 2   | Colin Edwards | Honda  | 105    |
| 3   | 11  | Rubén Xaus    | Ducati | 79     |
| 4   | 155 | Ben Bostrom   | Ducati | 77     |
| 5   | 100 | Neil Hodgson  | Ducati | 69     |

### Supersport
| Pos | Nr | Rijder            | Team     | Punten |
| --- | -- | ----------------- | -------- | ------ |
| 1   | 1  | Andrew Pitt       | Kawasaki | 61     |
| 2   | 12 | Stéphane Chambon  | Suzuki   | 52     |
| 3   | 99 | Fabien Foret      | Honda    | 43     |
| 4   | 91 | Christian Kellner | Yamaha   | 36     |
| 5   | 69 | James Whitham     | Yamaha   | 30     |

1998 · 1999 · 2000 · 2001 · 2002 · 2009 · 2010